# Oscar voor beste internationale film

Gewonnen
Genomineerd

De Academy Award voor beste internationale film (Engels: Academy Award for Best International Feature Film, tot en met 2019 bekend als de Academy Award voor beste niet-Engelstalige film, Best Foreign Language Film) is een jaarlijkse filmprijs van de Academy of Motion Picture Arts and Sciences. Welke films genomineerd worden, bepalen de leden van de Academy. Uiteindelijk worden vijf genomineerde titels bekendgemaakt ("Oscar-nominaties"). Bij de jaarlijkse uitreiking wordt bekendgemaakt welke van de genomineerden de prijs wint. Films uit de Verenigde Staten komen niet in aanmerking voor deze prijs.

## Winnaars en genomineerden
De winnaars staan bovenaan in vette letters op een gele achtergrond. De overige films en landen die werden genomineerd staan eronder vermeld in alfabetische volgorde.

### 1947-1949
| Jaar              | Film                | Originele titel  | Regisseur(s) | Ingezonden door |
| ----------------- | ------------------- | ---------------- | ------------ | --------------- |
| 1947 (20ste)      |                     |                  |              |                 |
| Shoe-Shine        | Sciuscià            | Vittorio De Sica | Italië       |                 |
| 1948 (21ste)      |                     |                  |              |                 |
| Monsieur Vincent  | Monsieur Vincent    | Maurice Cloche   | Frankrijk    |                 |
| 1949 (22ste)      |                     |                  |              |                 |
| The Bicycle Thief | Ladri di biciclette | Vittorio De Sica | Italië       |                 |

### 1950-1959
| Jaar                               | Film                                                  | Originele titel       | Regisseur(s)     | Ingezonden door |
| ---------------------------------- | ----------------------------------------------------- | --------------------- | ---------------- | --------------- |
| 1950 (23ste)                       |                                                       |                       |                  |                 |
| The Walls of Malapaga              | (fr) : Au-delà des grilles (it) : Le mura di Malapaga | René Clément          | Frankrijk Italië |                 |
| 1951 (24ste)                       |                                                       |                       |                  |                 |
| Rashomon                           | Rashômon (羅生門)                                     | Akira Kurosawa        | Japan            |                 |
| 1952 (25ste)                       |                                                       |                       |                  |                 |
| Forbidden Games                    | Jeux interdits                                        | René Clément          | Frankrijk        |                 |
| 1953 (26ste)                       |                                                       |                       |                  |                 |
| Geen uitreiking in deze categorie. |                                                       |                       |                  |                 |
| 1954 (27ste)                       |                                                       |                       |                  |                 |
| Gate of Hell                       | Jigokumon (地獄門)                                    | Teinosuke Kinugasa    | Japan            |                 |
| 1955 (28ste)                       |                                                       |                       |                  |                 |
| Samurai, The Legend of Musashi     | Miyamoto Musashi (宮本武蔵)                           | Hiroshi Inagaki       | Japan            |                 |
| 1956 (29ste)                       |                                                       |                       |                  |                 |
| La Strada                          | La strada                                             | Federico Fellini      | Italië           |                 |
| The Captain of Kopenick            | Der Hauptmann von Köpenick                            | Helmut Käutner        | West-Duitsland   |                 |
| Gervaise                           | Gervaise                                              | René Clément          | Frankrijk        |                 |
| Harp of Burma                      | Biruma no tategoto (ビルマの竪琴)                     | Kon Ichikawa          | Japan            |                 |
| Qivitoq                            | Qivitoq                                               | Erik Balling          | Denemarken       |                 |
| 1957 (30ste)                       |                                                       |                       |                  |                 |
| The Nights of Cabiria              | Le notti di Cabiria                                   | Federico Fellini      | Italië           |                 |
| The Devil Came at Night            | Nachts, wenn der Teufel kam                           | Robert Siodmak        | West-Duitsland   |                 |
| Gates of Paris                     | Porte des Lilas                                       | René Clair            | Frankrijk        |                 |
| Mother India                       | Mother India (मदर इण्डिया)                               | Mehboob Khan          | India            |                 |
| Nine Lives                         | Ni liv                                                | Arne Skouen           | Noorwegen        |                 |
| 1958 (31ste)                       |                                                       |                       |                  |                 |
| My Uncle                           | Mon oncle                                             | Jacques Tati          | Frankrijk        |                 |
| Arms and the Man                   | Helden                                                | Franz Peter Wirth     | West-Duitsland   |                 |
| La Venganza                        | La venganza                                           | Juan Antonio Bardem   | Spanje           |                 |
| The Road a Year Long               | Cesta duga godinu dana (Цеста дуга годину дана)       | Giuseppe De Santis    | Joegoslavië      |                 |
| The Usual Unidentified Thieves     | I soliti ignoti                                       | Mario Monicelli       | Italië           |                 |
| 1959 (32ste)                       |                                                       |                       |                  |                 |
| Black Orpheus                      | Orfeu Negro                                           | Marcel Camus          | Frankrijk        |                 |
| The Bridge                         | Die Brücke                                            | Bernhard Wicki        | West-Duitsland   |                 |
| The Great War                      | La grande guerra                                      | Mario Monicelli       | Italië           |                 |
| Paw                                | Paw                                                   | Astrid Henning-Jensen | Denemarken       |                 |
| The Village on the River           | Dorp aan de rivier                                    | Fons Rademakers       | Nederland        |                 |

### 1960-1969
| Jaar                                | Film                                              | Originele titel                                | Regisseur(s)      | Ingezonden door |
| ----------------------------------- | ------------------------------------------------- | ---------------------------------------------- | ----------------- | --------------- |
| 1960 (33ste)                        |                                                   |                                                |                   |                 |
| The Virgin Spring                   | Jungfrukällan                                     | Ingmar Bergman                                 | Zweden            |                 |
| Kapo                                | Kapò                                              | Gillo Pontecorvo                               | Italië            |                 |
| La Vérité                           | La Vérité                                         | Henri-Georges Clouzot                          | Frankrijk         |                 |
| Macario                             | Macario                                           | Roberto Gavaldón                               | Mexico            |                 |
| The Ninth Circle                    | Deveti krug (Девети круг)                         | France Štiglic                                 | Joegoslavië       |                 |
| 1961 (34ste)                        |                                                   |                                                |                   |                 |
| Through a Glass Darkly              | Såsom i en spegel                                 | Ingmar Bergman                                 | Zweden            |                 |
| Harry and the Butler                | Harry og kammertjeneren                           | Bent Christensen                               | Denemarken        |                 |
| Immortal Love                       | Eien no hito (永遠の人)                           | Keisuke Kinoshita                              | Japan             |                 |
| The Important Man                   | Animas Trujano                                    | Ismael Rodríguez                               | Mexico            |                 |
| Placido                             | Plácido                                           | Luis García Berlanga                           | Spanje            |                 |
| 1962 (35ste)                        |                                                   |                                                |                   |                 |
| Sundays and Cybele                  | Les Dimanches de Ville d'Avray                    | Serge Bourguignon                              | Frankrijk         |                 |
| Electra                             | Ilektra (Ηλέκτρα)                                 | Michael Cacoyannis                             | Griekenland       |                 |
| The Four Days of Naples             | Le quattro giornate di Napoli                     | Nanni Loy                                      | Italië            |                 |
| Keeper of Promises (The Given Word) | O Pagador de Promessas                            | Anselmo Duarte                                 | Brazilië          |                 |
| Tlayucan                            | Tlayucan                                          | Luis Alcoriza                                  | Mexico            |                 |
| 1963 (36ste)                        |                                                   |                                                |                   |                 |
| Federico Fellini's 8½               | 8½                                                | Federico Fellini                               | Italië            |                 |
| Knife in the Water                  | Nóż w wodzie                                      | Roman Polański                                 | Polen             |                 |
| Los Tarantos                        | Los Tarantos                                      | Francisco Rovira Beleta                        | Spanje            |                 |
| The Red Lanterns                    | Ta kokkina fanaria (Τα κόκκινα φανάρια)           | Vasilis Georgiadis                             | Griekenland       |                 |
| Twin Sisters of Kyoto               | Koto (古都)                                       | Noboru Nakamura                                | Japan             |                 |
| 1964 (37ste)                        |                                                   |                                                |                   |                 |
| Yesterday, Today and Tomorrow       | Ieri, oggi, domani                                | Vittorio De Sica                               | Italië            |                 |
| Raven's End                         | Kvarteret Korpen                                  | Bo Widerberg                                   | Zweden            |                 |
| Sallah                              | Sallah Shabati (סאלח שבתי)                        | Ephraim Kishon                                 | Israël            |                 |
| The Umbrellas of Cherbourg          | Les Parapluies de Cherbourg                       | Jacques Demy                                   | Frankrijk         |                 |
| Woman in the Dunes                  | Suna no onna (砂の女)                             | Hiroshi Teshigahara                            | Japan             |                 |
| 1965 (38ste)                        |                                                   |                                                |                   |                 |
| The Shop on Main Street             | Obchod na korze                                   | Ján Kadár en Elmar Klos                        | Tsjecho-Slowakije |                 |
| Blood on the Land                   | To homa vaftike kokkino (Το χώμα βάφτηκε κόκκινο) | Vasilis Georgiadis                             | Griekenland       |                 |
| Dear John                           | Käre John                                         | Lars-Magnus Lindgren                           | Zweden            |                 |
| Kwaidan                             | Kaidan (怪談)                                     | Masaki Kobayashi                               | Japan             |                 |
| Marriage Italian Style              | Matrimonio all'italiana                           | Vittorio De Sica                               | Italië            |                 |
| 1966 (39ste)                        |                                                   |                                                |                   |                 |
| A Man and a Woman                   | Un homme et une femme                             | Claude Lelouch                                 | Frankrijk         |                 |
| The Battle of Algiers               | La battaglia di Algeri                            | Gillo Pontecorvo                               | Italië            |                 |
| Loves of a Blonde                   | Lásky jedné plavovlásky                           | Miloš Forman                                   | Tsjecho-Slowakije |                 |
| Pharaoh                             | Faraon                                            | Jerzy Kawalerowicz                             | Polen             |                 |
| Three                               | Tri (Три)                                         | Aleksandar Petrović                            | Joegoslavië       |                 |
| 1967 (40ste)                        |                                                   |                                                |                   |                 |
| Closely Watched Trains              | Ostře sledované vlaky                             | Jiří Menzel                                    | Tsjecho-Slowakije |                 |
| El Amor Brujo                       | El amor brujo                                     | Francisco Rovira Beleta                        | Spanje            |                 |
| I Even Met Happy Gypsies            | Skupljači perja (Скупљачи перја)                  | Aleksandar Petrović                            | Joegoslavië       |                 |
| Live for Life                       | Vivre pour vivre                                  | Claude Lelouch                                 | Frankrijk         |                 |
| Portrait of Chieko                  | Chieko-sho (智恵子抄)                             | Noboru Nakamura                                | Japan             |                 |
| 1968 (41ste)                        |                                                   |                                                |                   |                 |
| War and Peace                       | Voyna i mir (Война и мир)                         | Sergej Bondartsjoek                            | Sovjet-Unie       |                 |
| The Boys of Paul Street             | A Pál-utcai fiúk                                  | Zoltán Fábri                                   | Hongarije         |                 |
| The Firemen's Ball                  | Hoří, má panenko                                  | Miloš Forman                                   | Tsjecho-Slowakije |                 |
| The Girl with the Pistol            | La ragazza con la pistola                         | Mario Monicelli                                | Italië            |                 |
| Stolen Kisses                       | Baisers volés                                     | François Truffaut                              | Frankrijk         |                 |
| 1969 (42ste)                        |                                                   |                                                |                   |                 |
| Z                                   | Z                                                 | Costa-Gavras                                   | Algerije          |                 |
| Ådalen '31                          | Ådalen 31                                         | Bo Widerberg                                   | Zweden            |                 |
| The Battle of Neretva               | Bitka na Neretvi (Битка на Неретви)               | Veljko Bulajić                                 | Joegoslavië       |                 |
| The Brothers Karamazov              | Bratya Karamazovy (Братья Карамазовы)             | Kirill Lavrov, Ivan Pyryev en Michail Oeljanov | Sovjet-Unie       |                 |
| My Night at Maud's                  | Ma nuit chez Maud                                 | Éric Rohmer                                    | Frankrijk         |                 |

### 1970-1979
| Jaar                                       | Film                                                     | Originele titel                            | Regisseur(s)                   | Ingezonden door |
| ------------------------------------------ | -------------------------------------------------------- | ------------------------------------------ | ------------------------------ | --------------- |
| 1970 (43ste)                               |                                                          |                                            |                                |                 |
| Investigation of a Citizen above Suspicion | Indagine su un cittadino al di sopra di ogni sospetto    | Elio Petri                                 | Italië                         |                 |
| First Love                                 | Erste Liebe                                              | Maximilian Schell                          | Zwitserland                    |                 |
| Hoa-Binh                                   | Hoa-Binh                                                 | Raoul Coutard                              | Frankrijk                      |                 |
| Paix Sur Les Champs                        | Paix sur les champs                                      | Jacques Boigelot                           | België                         |                 |
| Tristana                                   | Tristana                                                 | Luis Buñuel                                | Spanje                         |                 |
| 1971 (44ste)                               |                                                          |                                            |                                |                 |
| The Garden of the Finzi Continis           | Il giardino dei Finzi-Contini                            | Vittorio De Sica                           | Italië                         |                 |
| Dodes'ka-Den                               | Dodesukaden (どですかでん)                               | Akira Kurosawa                             | Japan                          |                 |
| The Emigrants                              | Utvandrarna                                              | Jan Troell                                 | Zweden                         |                 |
| The Policeman                              | Ha-Shoter Azulai (השוטר אזולאי)                          | Ephraim Kishon                             | Israël                         |                 |
| Tchaikovsky                                | Chaikovskiy (Чайковский)                                 | Igor Talankin                              | Sovjet-Unie                    |                 |
| 1972 (45ste)                               |                                                          |                                            |                                |                 |
| The Discreet Charm of the Bourgeoisie      | Le Charme discret de la bourgeoisie                      | Luis Buñuel                                | Frankrijk                      |                 |
| The Dawns Here Are Quiet                   | A zori zdes tikhie (А зори здесь тихие)                  | Stanislav Rostotsky                        | Sovjet-Unie                    |                 |
| I Love You Rosa                            | Ani Ohev Otach Rosa (אני אוהב אותך רוזה)                 | Moshé Mizrahi                              | Israël                         |                 |
| My Dearest Señorita                        | Mi querida señorita                                      | Jaime de Armiñán                           | Spanje                         |                 |
| The New Land                               | Nybyggarna                                               | Jan Troell                                 | Zweden                         |                 |
| 1973 (46ste)                               |                                                          |                                            |                                |                 |
| Day for Night                              | La Nuit américaine                                       | François Truffaut                          | Frankrijk                      |                 |
| The House on Chelouche Street              | Ha-Bayit Berechov Chelouche (הבית ברחוב שלוש)            | Moshé Mizrahi                              | Israël                         |                 |
| L'Invitation                               | L'Invitation                                             | Claude Goretta                             | Zwitserland                    |                 |
| The Pedestrian                             | Der Fußgänger                                            | Maximilian Schell                          | West-Duitsland                 |                 |
| Turkish Delight                            | Turks fruit                                              | Paul Verhoeven                             | Nederland                      |                 |
| 1974 (47ste)                               |                                                          |                                            |                                |                 |
| Amarcord                                   | Amarcord                                                 | Federico Fellini                           | Italië                         |                 |
| Cats' Play                                 | Macskajáték                                              | Károly Makk                                | Hongarije                      |                 |
| The Deluge                                 | Potop                                                    | Jerzy Hoffman                              | Polen                          |                 |
| Lacombe, Lucien                            | Lacombe Lucien                                           | Louis Malle                                | Frankrijk                      |                 |
| The Truce                                  | La tregua                                                | Sergio Renán                               | Argentinië                     |                 |
| 1975 (48ste)                               |                                                          |                                            |                                |                 |
| Dersu Uzala                                | Dersoe Oezala (Дерсу Узала)                              | Akira Kurosawa                             | Sovjet-Unie                    |                 |
| Land of Promise                            | Ziemia obiecana                                          | Andrzej Wajda                              | Polen                          |                 |
| Letters from Marusia                       | Actas de Marusia                                         | Miguel Littín                              | Mexico                         |                 |
| Sandakan No. 8                             | Sandakan Hachibanshokan Bohkyo (サンダカン八番娼館 望郷) | Kei Kumai                                  | Japan                          |                 |
| Scent of a Woman                           | Profumo di donna                                         | Dino Risi                                  | Italië                         |                 |
| 1976 (49ste)                               |                                                          |                                            |                                |                 |
| Black and White in Color                   | La Victoire en chantant                                  | Jean-Jacques Annaud                        | Ivoorkust                      |                 |
| Cousin, Cousine                            | Cousin, cousine                                          | Jean-Charles Tacchella                     | Frankrijk                      |                 |
| Jacob, the Liar                            | Jakob, der Lügner                                        | Frank Beyer                                | Duitse Democratische Republiek |                 |
| Nights and Days                            | Noce i dnie                                              | Jerzy Antczak                              | Polen                          |                 |
| Seven Beauties                             | Pasqualino Settebellezze                                 | Lina Wertmüller                            | Italië                         |                 |
| 1977 (50ste)                               |                                                          |                                            |                                |                 |
| Madame Rosa                                | La Vie devant soi                                        | Moshé Mizrahi                              | Frankrijk                      |                 |
| Iphigenia                                  | Ifigenia (Ιφιγένεια)                                     | Michael Cacoyannis                         | Griekenland                    |                 |
| Operation Thunderbolt                      | Mivtsa Yonatan (מבצע יונתן)                              | Menahem Golan                              | Israël                         |                 |
| A Special Day                              | Una giornata particolare                                 | Ettore Scola                               | Italië                         |                 |
| That Obscure Object of Desire              | Cet obscur objet du désir (Ese oscuro objeto del deseo)  | Luis Buñuel                                | Spanje                         |                 |
| 1978 (51ste)                               |                                                          |                                            |                                |                 |
| Get Out Your Handkerchiefs                 | Préparez vos mouchoirs                                   | Bertrand Blier                             | Frankrijk                      |                 |
| The Glass Cell                             | Die gläserne Zelle                                       | Hans W. Geißendörfer                       | West-Duitsland                 |                 |
| Hungarians                                 | Magyarok                                                 | Zoltán Fábri                               | Hongarije                      |                 |
| Viva Italia!                               | I nuovi mostri                                           | Mario Monicelli, Dino Risi en Ettore Scola | Italië                         |                 |
| White Bim Black Ear                        | Belyy Bim - Chyornoe ukho (Белый Бим Чёрное ухо)         | Stanislav Rostotsky                        | Sovjet-Unie                    |                 |
| 1979 (52ste)                               |                                                          |                                            |                                |                 |
| The Tin Drum                               | Die Blechtrommel                                         | Volker Schlöndorff                         | West-Duitsland                 |                 |
| The Maids of Wilko                         | Panny z Wilka                                            | Andrzej Wajda                              | Polen                          |                 |
| Mama Turns a Hundred                       | Mamá cumple cien años                                    | Carlos Saura                               | Spanje                         |                 |
| A Simple Story                             | Une histoire simple                                      | Claude Sautet                              | Frankrijk                      |                 |
| To Forget Venice                           | Dimenticare Venezia                                      | Franco Brusati                             | Italië                         |                 |

### 1980-1989
| Jaar                                      | Film                                            | Originele titel                | Regisseur(s)      | Ingezonden door |
| ----------------------------------------- | ----------------------------------------------- | ------------------------------ | ----------------- | --------------- |
| 1980 (53ste)                              |                                                 |                                |                   |                 |
| Moscow Does Not Believe in Tears          | Moskva slezam ne verit (Москва слезам не верит) | Vladimir Mensjov               | Sovjet-Unie       |                 |
| Confidence                                | Bizalom                                         | István Szabó                   | Hongarije         |                 |
| Kagemusha (The Shadow Warrior)            | Kagemusha (影武者)                              | Akira Kurosawa                 | Japan             |                 |
| The Last Metro                            | Le Dernier Métro                                | François Truffaut              | Frankrijk         |                 |
| The Nest                                  | El nido                                         | Jaime de Armiñán               | Spanje            |                 |
| 1981 (54ste)                              |                                                 |                                |                   |                 |
| Mephisto                                  | Mephisto                                        | István Szabó                   | Hongarije         |                 |
| The Boat Is Full                          | Das Boot ist voll                               | Markus Imhoof                  | Zwitserland       |                 |
| Man of Iron                               | Człowiek z żelaza                               | Andrzej Wajda                  | Polen             |                 |
| Muddy River                               | Doro no kawa (泥の河)                           | Kōhei Oguri                    | Japan             |                 |
| Three Brothers                            | Tre fratelli                                    | Francesco Rosi                 | Italië            |                 |
| 1982 (55ste)                              |                                                 |                                |                   |                 |
| Volver a Empezar ('To Begin Again')       | Volver a empezar                                | José Luis Garci                | Spanje            |                 |
| Alsino and the Condor                     | Alsino y el cóndor                              | Miguel Littín                  | Nicaragua         |                 |
| Coup de Torchon ('Clean Slate')           | Coup de torchon                                 | Bertrand Tavernier             | Frankrijk         |                 |
| The Flight of the Eagle                   | Ingenjör Andrées luftfärd                       | Jan Troell                     | Zweden            |                 |
| Private Life                              | Chastnaya zhizn (Частная жизнь)                 | Yuli Raizman                   | Sovjet-Unie       |                 |
| 1983 (56ste)                              |                                                 |                                |                   |                 |
| Fanny & Alexander                         | Fanny och Alexander                             | Ingmar Bergman                 | Zweden            |                 |
| Carmen                                    | Carmen                                          | Carlos Saura                   | Spanje            |                 |
| Entre Nous                                | Coup de foudre                                  | Diane Kurys                    | Frankrijk         |                 |
| Job's Revolt                              | Jób lázadása                                    | Imre Gyöngyössy en Barna Kabay | Hongarije         |                 |
| Le Bal                                    | Le Bal                                          | Ettore Scola                   | Algerije          |                 |
| 1984 (57ste)                              |                                                 |                                |                   |                 |
| Dangerous Moves                           | La Diagonale du fou                             | Richard Dembo                  | Zwitserland       |                 |
| Beyond the Walls                          | Me'Ahorei Hasoragim (מאחורי הסורגים)            | Uri Barbash                    | Israël            |                 |
| Camila                                    | Camila                                          | María Luisa Bemberg            | Argentinië        |                 |
| Double Feature                            | Sesión continua                                 | José Luis Garci                | Spanje            |                 |
| Wartime Romance                           | Voenno-polevoy roman (Военно-полевой роман)     | Pyotr Todorovskiy              | Sovjet-Unie       |                 |
| 1985 (58ste)                              |                                                 |                                |                   |                 |
| The Official Story                        | La historia oficial                             | Luis Puenzo                    | Argentinië        |                 |
| Angry Harvest                             | Bittere Ernte                                   | Agnieszka Holland              | West-Duitsland    |                 |
| Colonel Redl                              | Oberst Redl                                     | István Szabó                   | Hongarije         |                 |
| Three Men and a Cradle                    | Trois Hommes et un couffin                      | Coline Serreau                 | Frankrijk         |                 |
| When Father Was Away on Business          | Otac na službenom putu (Отац на службеном путу) | Emir Kusturica                 | Joegoslavië       |                 |
| 1986 (59ste)                              |                                                 |                                |                   |                 |
| The Assault                               | De aanslag                                      | Fons Rademakers                | Nederland         |                 |
| Betty Blue                                | 37°2 le matin                                   | Jean-Jacques Beineix           | Frankrijk         |                 |
| The Decline of the American Empire        | Le Déclin de l'empire américain                 | Denys Arcand                   | Canada            |                 |
| My Sweet Little Village                   | Vesničko má středisková                         | Jiří Menzel                    | Tsjecho-Slowakije |                 |
| '38'                                      | 38 - Auch das war Wien                          | Wolfgang Glück                 | Oostenrijk        |                 |
| 1987 (60ste)                              |                                                 |                                |                   |                 |
| Babette's Feast                           | Babettes gæstebud                               | Gabriel Axel                   | Denemarken        |                 |
| Au Revoir Les Enfants (Goodbye, Children) | Au revoir les enfants                           | Louis Malle                    | Frankrijk         |                 |
| Course Completed                          | Asignatura aprobada                             | José Luis Garci                | Spanje            |                 |
| The Family                                | La famiglia                                     | Ettore Scola                   | Italië            |                 |
| Pathfinder                                | Ofelaš (Veiviseren)                             | Nils Gaup                      | Noorwegen         |                 |
| 1988 (61ste)                              |                                                 |                                |                   |                 |
| Pelle the Conqueror                       | Pelle Erobreren                                 | Bille August                   | Denemarken        |                 |
| Hanussen                                  | Hanussen                                        | István Szabó                   | Hongarije         |                 |
| The Music Teacher                         | Le Maître de musique                            | Gérard Corbiau                 | België            |                 |
| Salaam Bombay!                            | Salaam Bombay! (सलाम बॉम्बे)                        | Mira Nair                      | India             |                 |
| Women on the Verge of a Nervous Breakdown | Mujeres al borde de un ataque de nervios        | Pedro Almodóvar                | Spanje            |                 |
| 1989 (62ste)                              |                                                 |                                |                   |                 |
| Cinema Paradiso                           | Nuovo cinema Paradiso                           | Giuseppe Tornatore             | Italië            |                 |
| Camille Claudel                           | Camille Claudel                                 | Bruno Nuytten                  | Frankrijk         |                 |
| Jesus of Montreal                         | Jésus de Montréal                               | Denys Arcand                   | Canada            |                 |
| Waltzing Regitze                          | Dansen med Regitze                              | Kaspar Rostrup                 | Denemarken        |                 |
| What Happened to Santiago                 | Lo que le pasó a Santiago                       | Jacobo Morales                 | Puerto Rico       |                 |

### 1990-1999
| Jaar                      | Film                                                                          | Originele titel                           | Regisseur(s)        | Ingezonden door |
| ------------------------- | ----------------------------------------------------------------------------- | ----------------------------------------- | ------------------- | --------------- |
| 1990 (63ste)              |                                                                               |                                           |                     |                 |
| Journey of Hope           | Reise der Hoffnung                                                            | Xavier Koller                             | Zwitserland         |                 |
| Cyrano de Bergerac        | Cyrano de Bergerac                                                            | Jean-Paul Rappeneau                       | Frankrijk           |                 |
| Ju Dou                    | Ju Dou (菊豆)                                                                 | Zhang Yimou en Yang Fengliang             | China               |                 |
| The Nasty Girl            | Das schreckliche Mädchen                                                      | Michael Verhoeven                         | Duitsland           |                 |
| Open Doors                | Porte aperte                                                                  | Gianni Amelio                             | Italië              |                 |
| 1991 (64ste)              |                                                                               |                                           |                     |                 |
| Mediterraneo              | Mediterraneo                                                                  | Gabriele Salvatores                       | Italië              |                 |
| Children of Nature        | Börn náttúrunnar                                                              | Friðrik Þór Friðriksson                   | IJsland             |                 |
| The Elementary School     | Obecná škola                                                                  | Jan Svěrák                                | Tsjecho-Slowakije   |                 |
| The Ox                    | Oxen                                                                          | Sven Nykvist                              | Zweden              |                 |
| Raise the Red Lantern     | Dà Hóng Dēnglong Gāogāo Guà (大紅燈籠高高掛)                                  | Zhang Yimou                               | Hongkong            |                 |
| 1992 (65ste)              |                                                                               |                                           |                     |                 |
| Indochine                 | Indochine                                                                     | Régis Wargnier                            | Frankrijk           |                 |
| Close to Eden             | Oerga (Урга)                                                                  | Nikita Michalkov                          | Rusland             |                 |
| Daens                     | Daens                                                                         | Stijn Coninx                              | België              |                 |
| A Place in the World      | Un lugar en el mundo                                                          | Adolfo Aristarain                         | Uruguay             |                 |
| Schtonk!                  | Schtonk!                                                                      | Helmut Dietl                              | Duitsland           |                 |
| 1993 (66ste)              |                                                                               |                                           |                     |                 |
| Belle Époque              | Belle Epoque                                                                  | Fernando Trueba                           | Spanje              |                 |
| Farewell My Concubine     | Ba Wang Bie Ji (霸王別姬)                                                     | Chen Kaige                                | Hongkong            |                 |
| Hedd Wyn                  | Hedd Wyn                                                                      | Paul Turner                               | Verenigd Koninkrijk |                 |
| The Scent of Green Papaya | Mùi đu đủ xanh                                                                | Trần Anh Hùng                             | Vietnam             |                 |
| The Wedding Banquet       | Xi Yan (喜宴)                                                                 | Ang Lee                                   | Taiwan              |                 |
| 1994 (67ste)              |                                                                               |                                           |                     |                 |
| Burnt by the Sun          | Oetomljonnye solntsem (Утомлённые солнцем)                                    | Nikita Michalkov                          | Rusland             |                 |
| Before the Rain           | Pred doždot (Пред дождот)                                                     | Milčo Mančevski                           | Macedonië           |                 |
| Eat Drink Man Woman       | Yin Shi Nan Nu (飲食男女)                                                     | Ang Lee                                   | Taiwan              |                 |
| Farinelli: Il Castrato    | Farinelli                                                                     | Gérard Corbiau                            | België              |                 |
| Strawberry and Chocolate  | Fresa y chocolate                                                             | Tomás Gutiérrez Alea en Juan Carlos Tabío | Cuba                |                 |
| 1995 (68ste)              |                                                                               |                                           |                     |                 |
| Antonia's Line            | Antonia                                                                       | Marleen Gorris                            | Nederland           |                 |
| All Things Fair           | Lust och fägring stor                                                         | Bo Widerberg                              | Zweden              |                 |
| Dust of Life              | Poussières de vie                                                             | Rachid Bouchareb                          | Algerije            |                 |
| O Quatrilho               | O Quatrilho                                                                   | Fábio Barreto                             | Brazilië            |                 |
| The Star Maker            | L'uomo delle stelle                                                           | Giuseppe Tornatore                        | Italië              |                 |
| 1996 (69ste)              |                                                                               |                                           |                     |                 |
| Kolya                     | Kolja                                                                         | Jan Svěrák                                | Tsjechië            |                 |
| A Chef in Love            | Shekvarebuli Kulinaris Ataserti Retsepti (შეყვარებული კულინარის 1001 რეცეპტი) | Nana Dzhordzhadze                         | Georgië             |                 |
| The Other Side of Sunday  | Søndagsengler                                                                 | Berit Nesheim                             | Noorwegen           |                 |
| Prisoner of the Mountains | Kavkazskiy plennik (Кавказский пленник)                                       | Sergei Bodrov                             | Rusland             |                 |
| Ridicule                  | Ridicule                                                                      | Patrice Leconte                           | Frankrijk           |                 |
| 1997 (70ste)              |                                                                               |                                           |                     |                 |
| Character                 | Karakter                                                                      | Mike van Diem                             | Nederland           |                 |
| Beyond Silence            | Jenseits der Stille                                                           | Caroline Link                             | Duitsland           |                 |
| Four Days in September    | O Que é Isso, Companheiro?                                                    | Bruno Barreto                             | Brazilië            |                 |
| Secrets of the Heart      | Secretos del corazón                                                          | Montxo Armendáriz                         | Spanje              |                 |
| The Thief                 | Vor (Вор)                                                                     | Pavel Chukhraj                            | Rusland             |                 |
| 1998 (71ste)              |                                                                               |                                           |                     |                 |
| Life Is Beautiful         | La vita è bella                                                               | Roberto Benigni                           | Italië              |                 |
| Central Station           | Central do Brasil                                                             | Walter Salles                             | Brazilië            |                 |
| Children of Heaven        | Bacheha-ye Aseman (بچه های آسمان)                                             | Majid Majidi                              | Iran                |                 |
| The Grandfather           | El abuelo                                                                     | José Luis Garci                           | Spanje              |                 |
| Tango                     | Tango, no me dejes nunca                                                      | Carlos Saura                              | Argentinië          |                 |
| 1999 (72ste)              |                                                                               |                                           |                     |                 |
| All about My Mother       | Todo sobre mi madre                                                           | Pedro Almodóvar                           | Spanje              |                 |
| Caravan                   | Himalaya - L'Enfance d'un Chef (हिमालय)                                         | Éric Valli                                | Nepal               |                 |
| East-West                 | Est - Ouest                                                                   | Régis Wargnier                            | Frankrijk           |                 |
| Solomon and Gaenor        | Solomon a Gaenor                                                              | Paul Morrison                             | Verenigd Koninkrijk |                 |
| Under the Sun             | Under solen                                                                   | Colin Nutley                              | Zweden              |                 |

### 2000-2009
| Jaar                           | Film                                | Originele titel                  | Regisseur(s)          | Ingezonden door |
| ------------------------------ | ----------------------------------- | -------------------------------- | --------------------- | --------------- |
| 2000 (73ste)                   |                                     |                                  |                       |                 |
| Crouching Tiger, Hidden Dragon | Wo Hu Cang Long (臥虎藏龍)          | Ang Lee                          | Taiwan                |                 |
| Amores Perros                  | Amores perros                       | Alejandro González Iñárritu      | Mexico                |                 |
| Divided We Fall                | Musíme si pomáhat                   | Jan Hřebejk                      | Tsjechië              |                 |
| Everybody Famous!              | Iedereen beroemd!                   | Dominique Deruddere              | België                |                 |
| The Taste of Others            | Le Goût des autres                  | Agnès Jaoui                      | Frankrijk             |                 |
| 2001 (74ste)                   |                                     |                                  |                       |                 |
| No Man's Land                  | Ničija zemlja                       | Danis Tanović                    | Bosnië en Herzegovina |                 |
| Amélie                         | Le Fabuleux Destin d'Amélie Poulain | Jean-Pierre Jeunet               | Frankrijk             |                 |
| Elling                         | Elling                              | Petter Næss                      | Noorwegen             |                 |
| Lagaan                         | Lagaan (लगान)                        | Ashutosh Gowariker               | India                 |                 |
| Son of the Bride               | El hijo de la novia                 | Juan José Campanella             | Argentinië            |                 |
| 2002 (75ste)                   |                                     |                                  |                       |                 |
| Nowhere in Africa              | Nirgendwo in Afrika                 | Caroline Link                    | Duitsland             |                 |
| El Crimen del Padre Amaro      | El crimen del padre Amaro           | Carlos Carrera                   | Mexico                |                 |
| Hero                           | Yīngxióng (英雄)                    | Zhang Yimou                      | China                 |                 |
| The Man Without a Past         | Mies vailla menneisyyttä            | Aki Kaurismäki                   | Finland               |                 |
| Zus & Zo                       | Zus & zo                            | Paula van der Oest               | Nederland             |                 |
| 2003 (76ste)                   |                                     |                                  |                       |                 |
| The Barbarian Invasions        | Les Invasions barbares              | Denys Arcand                     | Canada                |                 |
| Evil                           | Ondskan                             | Mikael Håfström                  | Zweden                |                 |
| The Twilight Samurai           | Tasogare seibei (たそがれ清兵衛)    | Yoji Yamada                      | Japan                 |                 |
| Twin Sisters                   | De tweeling                         | Ben Sombogaart                   | Nederland             |                 |
| Zelary                         | Želary                              | Ondřej Trojan                    | Tsjechië              |                 |
| 2004 (77ste)                   |                                     |                                  |                       |                 |
| The Sea Inside                 | Mar adentro                         | Alejandro Amenábar               | Spanje                |                 |
| As It Is in Heaven             | Så som i himmelen                   | Kay Pollak                       | Zweden                |                 |
| The Chorus (Les Choristes)     | Les Choristes                       | Christophe Barratier             | Frankrijk             |                 |
| Downfall                       | Der Untergang                       | Oliver Hirschbiegel              | Duitsland             |                 |
| Yesterday                      | Yesterday                           | Darrell Roodt                    | Zuid-Afrika           |                 |
| 2005 (78ste)                   |                                     |                                  |                       |                 |
| Tsotsi                         | Tsotsi                              | Gavin Hood                       | Zuid-Afrika           |                 |
| Don't Tell                     | La bestia nel cuore                 | Cristina Comencini               | Italië                |                 |
| Joyeux Noël                    | Joyeux Noël                         | Christian Carion                 | Frankrijk             |                 |
| Paradise Now                   | Paradise Now (الجنّة الآن)           | Hany Abu-Assad                   | Palestijnse gebieden  |                 |
| Sophie Scholl - The Final Days | Sophie Scholl - die letzten Tage    | Marc Rothemund                   | Duitsland             |                 |
| 2006 (79ste)                   |                                     |                                  |                       |                 |
| The Lives of Others            | Das Leben der Anderen               | Florian Henckel von Donnersmarck | Duitsland             |                 |
| After the Wedding              | Efter brylluppet                    | Susanne Bier                     | Denemarken            |                 |
| Days of Glory (Indigènes)      | Indigènes (بلديون)                  | Rachid Bouchareb                 | Algerije              |                 |
| Pan's Labyrinth                | El laberinto del fauno              | Guillermo del Toro               | Mexico                |                 |
| Water                          | Water (वाटर)                         | Deepa Mehta                      | Canada                |                 |
| 2007 (80ste)                   |                                     |                                  |                       |                 |
| The Counterfeiters             | Die Fälscher                        | Stefan Ruzowitzky                | Oostenrijk            |                 |
| Beaufort                       | Beaufort (בופור)                    | Joseph Cedar                     | Israël                |                 |
| Katyn                          | Katyń                               | Andrzej Wajda                    | Polen                 |                 |
| Mongol                         | Mongol (Монгол)                     | Sergei Bodrov                    | Kazachstan            |                 |
| 12                             | 12                                  | Nikita Michalkov                 | Rusland               |                 |
| 2008 (81ste)                   |                                     |                                  |                       |                 |
| Departures                     | Okuribito (おくりびと)              | Yōjirō Takita                    | Japan                 |                 |
| The Baader Meinhof Complex     | Der Baader Meinhof Komplex          | Uli Edel                         | Duitsland             |                 |
| The Class                      | Entre les murs                      | Laurent Cantet                   | Frankrijk             |                 |
| Revanche                       | Revanche                            | Götz Spielmann                   | Oostenrijk            |                 |
| Waltz with Bashir              | Vals Im Bashir (ואלס עם באשיר)      | Ari Folman                       | Israël                |                 |
| 2009 (82ste)                   |                                     |                                  |                       |                 |
| The Secret in Their Eyes       | El secreto de sus ojos              | Juan José Campanella             | Argentinië            |                 |
| Ajami                          | Ajami (عجمي, עג'מי)                 | Scandar Copti en Yaron Shani     | Israël                |                 |
| The Milk of Sorrow             | La teta asustada                    | Claudia Llosa                    | Peru                  |                 |
| A Prophet                      | Un prophète                         | Jacques Audiard                  | Frankrijk             |                 |
| The White Ribbon               | Das weiße Band                      | Michael Haneke                   | Duitsland             |                 |

### 2010-2019
| Jaar                          | Film                                          | Originele titel                      | Regisseur(s)    | Ingezonden door |
| ----------------------------- | --------------------------------------------- | ------------------------------------ | --------------- | --------------- |
| 2010 (83ste)                  |                                               |                                      |                 |                 |
| In a Better World             | Hævnen                                        | Susanne Bier                         | Denemarken      |                 |
| Biutiful                      | Biutiful                                      | Alejandro González Iñárritu          | Mexico          |                 |
| Dogtooth                      | Kynodontas (Κυνόδοντας)                       | Yorgos Lanthimos                     | Griekenland     |                 |
| Incendies                     | Incendies                                     | Denis Villeneuve                     | Canada          |                 |
| Outside the Law (Hors-la-loi) | Hors-la-loi                                   | Rachid Bouchareb                     | Algerije        |                 |
| 2011 (84ste)                  |                                               |                                      |                 |                 |
| A Separation                  | Jodaeiye Nader az Simin (جدایی نادر از سیمین) | Asghar Farhadi                       | Iran            |                 |
| Bullhead                      | Rundskop                                      | Michaël R. Roskam                    | België          |                 |
| Footnote                      | Hearat Shulayim (הערת שוליים)                 | Joseph Cedar                         | Israël          |                 |
| In Darkness                   | W ciemności                                   | Agnieszka Holland                    | Polen           |                 |
| Monsieur Lazhar               | Monsieur Lazhar                               | Philippe Falardeau                   | Canada          |                 |
| 2012 (85ste)                  |                                               |                                      |                 |                 |
| Amour                         | Amour                                         | Michael Haneke                       | Oostenrijk      |                 |
| Kon-Tiki                      | Kon-Tiki                                      | Joachim Rønning en Espen Sandberg    | Noorwegen       |                 |
| No                            | No                                            | Pablo Larraín                        | Chili           |                 |
| A Royal Affair                | En kongelig affære                            | Nikolaj Arcel                        | Denemarken      |                 |
| War Witch                     | Rebelle                                       | Kim Nguyen                           | Canada          |                 |
| 2013 (86ste)                  |                                               |                                      |                 |                 |
| The Great Beauty              | La grande bellezza                            | Paolo Sorrentino                     | Italië          |                 |
| The Broken Circle Breakdown   | The Broken Circle Breakdown                   | Felix Van Groeningen                 | België          |                 |
| The Hunt                      | Jagten                                        | Thomas Vinterberg                    | Denemarken      |                 |
| The Missing Picture           | L'Image manquante                             | Rithy Panh                           | Cambodja        |                 |
| Omar                          | Omar (عمر)                                    | Hany Abu-Assad                       | Palestina       |                 |
| 2014 (87ste)                  |                                               |                                      |                 |                 |
| Ida                           | Ida                                           | Paweł Pawlikowski                    | Polen           |                 |
| Leviathan                     | Leviafan (Левиафан)                           | Andrej Zvjagintsev                   | Rusland         |                 |
| Tangerines                    | Mandariinid (მანდარინები)                     | Zaza Urushadze                       | Estland         |                 |
| Timbuktu                      | Timbuktu                                      | Abderrahmane Sissako                 | Mauritanië      |                 |
| Wild Tales                    | Relatos salvajes                              | Damián Szifrón                       | Argentinië      |                 |
| 2015 (88ste)                  |                                               |                                      |                 |                 |
| Son of Saul                   | Saul fia                                      | László Nemes                         | Hongarije       |                 |
| Embrace of the Serpent        | El abrazo de la serpiente                     | Ciro Guerra                          | Colombia        |                 |
| Mustang                       | Mustang                                       | Deniz Gamze Ergüven                  | Frankrijk       |                 |
| Theeb                         | Theeb (ذيب)                                   | Naji Abu Nowar                       | Jordanië        |                 |
| A War                         | Krigen                                        | Tobias Lindholm                      | Denemarken      |                 |
| 2016 (89ste)                  |                                               |                                      |                 |                 |
| The Salesman                  | Forushande (فروشنده)                          | Asghar Farhadi                       | Iran            |                 |
| Land of Mine                  | Under sandet                                  | Martin Zandvliet                     | Denemarken      |                 |
| A Man Called Ove              | En man som heter Ove                          | Hannes Holm                          | Zweden          |                 |
| Tanna                         | Tanna                                         | Martin Butler en Bentley Dean        | Australië       |                 |
| Toni Erdmann                  | Toni Erdmann                                  | Maren Ade                            | Duitsland       |                 |
| 2017 (90ste)                  |                                               |                                      |                 |                 |
| A Fantastic Woman             | Una mujer fantástica                          | Sebastián Lelio                      | Chili           |                 |
| The Insult                    | L'Insulte (رقم ٢٣)                            | Ziad Doueiri                         | Libanon         |                 |
| Loveless                      | Nelyubov (Нелюбовь)                           | Andrej Zvjagintsev                   | Rusland         |                 |
| On Body and Soul              | Testről és lélekről                           | Ildikó Enyedi                        | Hongarije       |                 |
| The Square                    | The Square                                    | Ruben Östlund                        | Zweden          |                 |
| 2018 (91ste)                  |                                               |                                      |                 |                 |
| Roma                          | Roma                                          | Alfonso Cuarón                       | Mexico          |                 |
| Capernaum                     | Cafarnaúm (كفرناحوم)                          | Nadine Labaki                        | Libanon         |                 |
| Cold War                      | Zimna wojna                                   | Paweł Pawlikowski                    | Polen           |                 |
| Never Look Away               | Werk ohne Autor                               | Florian Henckel von Donnersmarck     | Duitsland       |                 |
| Shoplifters                   | Manbiki kazoku (万引き家族)                   | Hirokazu Kore-eda                    | Japan           |                 |
| 2019 (92ste)                  |                                               |                                      |                 |                 |
| Parasite                      | Gisaengchung (기생충)                         | Bong Joon-ho                         | Zuid-Korea      |                 |
| Corpus Christi                | Boże Ciało                                    | Jan Komasa                           | Polen           |                 |
| Honeyland                     | Medena zemja (Медена земја)                   | Tamara Kotevska en Ljubomir Stefanov | Noord-Macedonië |                 |
| Les Misérables                | Les Misérables                                | Ladj Ly                              | Frankrijk       |                 |
| Pain and Glory                | Dolor y gloria                                | Pedro Almodóvar                      | Spanje          |                 |

### 2020-2029
| Jaar                           | Film                                     | Originele titel       | Regisseur(s)          | Ingezonden door |
| ------------------------------ | ---------------------------------------- | --------------------- | --------------------- | --------------- |
| 2020 (93ste)                   |                                          |                       |                       |                 |
| Another Round                  | Druk                                     | Thomas Vinterberg     | Denemarken            |                 |
| Better Days                    | Shàonián dě nǐ (少年的你)                | Derek Tsang           | Hongkong              |                 |
| Collective                     | Colectiv                                 | Alexander Nanau       | Roemenië              |                 |
| The Man Who Sold His Skin      | The Man Who Sold His Skin                | Kaouther Ben Hania    | Tunesië               |                 |
| Quo Vadis, Aida?               | Quo vadis, Aida?                         | Jasmila Žbanić        | Bosnië en Herzegovina |                 |
| 2021 (94ste)                   |                                          |                       |                       |                 |
| Drive My Car                   | Doraibu mai kā (ドライブ・マイ・カー)    | Ryusuke Hamaguchi     | Japan                 |                 |
| Flee                           | Flugt                                    | Jonas Poher Rasmussen | Denemarken            |                 |
| The Hand of God                | È stata la mano di Dio                   | Paolo Sorrentino      | Italië                |                 |
| Lunana: A Yak in the Classroom | লুনানা: অ্যা ইয়াক ইন দ্য ক্লাসরুম                  | Pawo Choyning Dorji   | Bhutan                |                 |
| The Worst Person in the World  | Verdens verste menneske                  | Joachim Trier         | Noorwegen             |                 |
| 2022 (95ste)                   |                                          |                       |                       |                 |
| All Quiet on the Western Front | Im Westen nichts Neues                   | Edward Berger         | Duitsland             |                 |
| Argentina, 1985                | Argentina, 1985                          | Santiago Mitre        | Argentinië            |                 |
| Close                          | Close                                    | Lukas Dhont           | België                |                 |
| EO                             | IO                                       | Jerzy Skolimowski     | Polen                 |                 |
| The Quiet Girl                 | An Cailín Ciúin                          | Colm Bairéad          | Ierland               |                 |
| 2023 (96ste)                   |                                          |                       |                       |                 |
| The Zone of Interest           | The Zone of Interest                     | Jonathan Glazer       | Verenigd Koninkrijk   |                 |
| Io Capitano                    | Io capitano                              | Matteo Garrone        | Italië                |                 |
| Perfect Days                   | Perfect Days                             | Wim Wenders           | Japan                 |                 |
| Society of the Snow            | La sociedad de la nieve                  | Juan Antonio Bayona   | Spanje                |                 |
| The Teachers' Lounge           | Das Lehrerzimmer                         | İlker Çatak           | Duitsland             |                 |
| 2024 (97ste)                   |                                          |                       |                       |                 |
| I'm Still Here                 | Ainda Estou Aqui                         | Walter Salles         | Brazilië              |                 |
| Emilia Pérez                   | Emilia Pérez                             | Jacques Audiard       | Frankrijk             |                 |
| Flow                           | Straume                                  | Gints Zilbalodis      | Letland               |                 |
| The Girl With the Needle       | Pigen med nålen                          | Magnus von Horn       | Denemarken            |                 |
| The Seed of the Sacred Fig     | Dāne-ye anjīr-e ma'ābed (دانه انجی مقدس) | Mohammad Rasoulof     | Duitsland             |                 |

## Belgische genomineerden
Genoemd is het jaar waarin de film voor de Oscar werd genomineerd (de ceremonie is steeds het jaar daarop), de film, en de regisseur van de film.
- 1970 – Paix sur les champs, Jacques Boigelot
- 1988 – Le Maître de musique, Gérard Corbiau
- 1992 – Daens, Stijn Coninx
- 1994 – Farinelli, Gérard Corbiau
- 2000 – Iedereen beroemd!, Dominique Deruddere
- 2011 – Rundskop, Michaël R. Roskam
- 2013 – The Broken Circle Breakdown, Felix Van Groeningen
- 2022 – Close, Lukas Dhont

## Nederlandse genomineerden en winnaars
Genoemd is het jaar waarin de film voor de Oscar werd genomineerd (de ceremonie is steeds het jaar daarop), de film, en de regisseur van de film.
- 1959 – Dorp aan de rivier, Fons Rademakers
- 1973 – Turks fruit, Paul Verhoeven
- 1986 – De aanslag, Fons Rademakers (Oscar in 1987)
- 1995 – Antonia, Marleen Gorris (Oscar in 1996)
- 1997 – Karakter, Mike van Diem (Oscar in 1998)
- 2002 – Zus & Zo, Paula van der Oest
- 2003 – De Tweeling, Ben Sombogaart